# Fedora Cabral
Fedora Cabral (Buenos Aires, Argentina; 29 de enero de 1911-ib; 28 de octubre de 1995) fue una cantante, compositora y actriz argentina.

## Carrera
Fue hija de Martín Cabral un cantor, guitarrista y compositor de tangos en la época de Carlos Gardel, y Adela Belluco de Cabral. Su tía fue Manuela Cabral. Tuvo tres hermanos Martín, Norma y el menor, fue el cantor Walter Cabral. Se inició cantando acompañada de la guitarra de su padre cuando aún era una niña, en Asunción (Paraguay), cumpliendo el 29 de octubre de 1969 sus bodas de oro con la canción. 
Resultó tercer ganadora en el concurso Reina del Tango en el recinto del Teatro Colón, en el que resultó vencedora Libertad Lamarque y en segundo lugar Rosita Montemar. En ese concurso Cabral había interpretado los tangos Clavel del aire y Madreselva.
En 1928 canto en Radio Fénix, en otras radios, salas de cine, teatro de variedades. Un año después actúa en LV9, Radio Salta.
Intérprete del folcklore y el tango, recorrió en diversas giras las tres Américas y durante un año formó dúo con su hermano Walter Cabral, exvocalista de Juan D'Arienzo.
La voz de Cabral permaneció por más de dos décadas por los micrófonos. En 1931 se presentó en Radio Prieto, Radio Argentina y Radio El Mundo.
En 1932  trabajo en la película muda Santos Vega  filme mudo con Ignacio Corsini y José Podestá, a la que Moglia Barth encaró su sincronización, añadiéndole ahora escenas con canciones y diálogos por Virginia Vera, Patrocinio Díaz, Dora Davis y Raúl Romero. La American Film la distribuyó en abril de aquel año.
En 1946 Francisco Lomuto la contrata para ser su vocalista femenina de su orquesta con la que graba el tango El alma que canta. En ese año también hace una gira en el exterior cantando en Lima, Perú.
En la década del 50 fue una de las fundadoras de la Unión Argentina de Artistas de Variedades (UADAV) junto a José Razzano, Agustín Irusta, Alberto Gómez, Fernando Ochoa, Santiago Ayala, Carlos Castro, Lito Bayardo, Leo Marin, Mercedes Simone, Lolita Torres y Chola Luna, entre otros.
También compuso la milonga El oficio de cantor y escribió la zamba Zamba de Ajó y el tango Pena y huella con música de su padre.
Perteneció a la generación de cantantes femeninas del tango como Azucena Maizani, Dora Davis, Carmen Idal, Anita Palmero, Carmen del Moral, Nelly Omar, Carmen Duval, Fanny Loy entre muchas otras.

## Temas interpretados
- El oficio de cantor, milonga compuesta por Fedora y puesta en música de  Osvaldo Avena.[5]
- Adiós Pampa mía.[6]
- Zamba de Ajó.
- Pena y huella.
- Loca me llaman mis amigos.
- Acuarela.
- De sol a sol.
- Serenata maleva.
- El alma que canta.
- Mano a mano.

## Teatro
- Obra teatral (1931) con Carlos Rosingana (Pancracio Lucero), Rafael Bounavoglia (Mario Portela), Oscar Villa (Alfredo Zabaleta Ríos), Francisco Petrone (Darío Corbalán), Germán Vega (Joao Pratta), Pilar Serra (Margarita Dumont), José Harold (Don Gustavo), Alba Bersy ( Loreley Correa Moreno) y elenco. Con la Orquesta Típica de Roberto Zerillo.
- No me caso aunque me maten (1932), con Margarita Padin (Brígida), Francisco Petrone (Giácomo),  Oscar Villa (Cura), José Harold (Policía), Pilar Scrra (Criada), Elias Pedreira (Monaguillo), Germán Vega (Agente) y elenco.